# Албул Сергій Володимирович
Сергій Володимирович Албул (29 березня 1970, Одеса, Україна) — український правоохоронець, науковець, полковник поліції у відставці. Кандидат юридичних наук. Професор. Ветеран Національної поліції України.Експерт Міністерства освіти і науки України для проведення наукової та науково-технічної експертизи об’єктів експертизи у сфері наукової та науково-технічної діяльності.

## Біографія
Народився 29 березня 1970 р. в Одесі. 1995 р. з відзнакою закінчив Юридичний інститут Одеського університету ім. Мечникова за спеціальністю «Правознавство». З 1992 по 1993 рік навчався на юридичному факультеті Університету Пассау (Пассау, Німеччина), де спеціалізувався на кафедрі кримінального права, кримінального процесу та Східного права.
Трудову діяльність розпочав у 1987 р. У Збройних Силах — з травня 1988 р. по червень 1990 р. (Десантно-штурмові війська). В органах внутрішніх справ з 1995 р. З грудня 2016 р. по листопад 2018 р. проходив службу в органах Національної поліції України. Проходив службу в оперативних та спеціальних підрозділах. Пройшов шлях від оперуповноваженого карного розшуку районного відділу до начальника відділу Управління карного розшуку ГУНП в Одеській області. Учасник бойових дій.
У 2005 р. захистив дисертацію та здобув науковий ступінь кандидата юридичних наук за спеціальністю 12.00.08 — кримінальне право та кримінологія; кримінально-виконавче право. У 2008 р. отримав вчене звання «доцент». У 2021 році - присвоєно вчене звання "професор".
Член Союзу юристів України. Заступник Голови Всеукраїнської асоціації науковців та фахівців у сфері оперативно-розшукової діяльності. Член Міжнародної поліцейської асоціації. Член Міжнародного освітнього товариства «Sonnenberg Kreis» (Німеччина).
Працював на посадах:
- оперуповноваженого Управління карного розшуку Одеського міського управління ГУМВС України в Одеській області;
- старшого оперуповноваженого відділення по боротьбі зі злочинними посяганнями на вантажі Лінійного відділу в порту Одеса ГУМВС України в Одеській області;
- старшого оперуповноваженого відділення карного розшуку Лінійного відділу в порту Одеса ГУМВС України в Одеській області;
- заступника начальника відділення карного розшуку Лінійного відділу в порту Одеса ГУМВС України в Одеській області;
- начальника відділення карного розшуку Лінійного відділу в порту Одеса ГУМВС України в Одеській області;
- старшого оперуповноваженого з особливо важливих справ Головного управління по боротьбі з організованою злочинністю МВС України;
- начальника відділу Управління карного розшуку ГУМВС України в Одеській області;
- заступника начальника кафедри оперативно-розшукової діяльності факультету підготовки фахівців кримінальної міліції Одеського державного університету внутрішніх справ;
- начальника кафедри оперативно-розшукової діяльності факультету підготовки фахівців для підрозділів кримінальної міліції Одеського державного університету внутрішніх справ;
- першого проректора Одеського державного університету внутрішніх справ;
- начальника відділу Управління карного розшуку ГУНП в Одеській області.
- у теперішній час працює на посаді професора кафедри оперативно-розшукової діяльності навчально-наукового інституту підготовки фахівців для підрозділів кримінальної поліції Національної поліції України Одеського державного університету внутрішніх справ.

## Наукова діяльність
Підготував та видав понад 350 наукових та навчально-методичних праць, серед яких:
- 18 монографій;
- 5 підручників;
- понад 250 наукових статей та тез наукових доповідей (в тому числі у зарубіжних наукових виданнях Німеччини, Канади, Швейцарії, Данії, Чехії, Польщі, Австрії, Люксембургу тощо, які індексуються у наукометричних базах Scopus та Web of Science);
- понад 100 навчальних та навчально-методичних праць.

Є неодноразовим переможцем у різних номінаціях Конкурсів на найкраще наукове, довідкове та наукове періодичне видання в системі МВС України. Член редакційної колегії наукових журналів «Південноукраїнський правничий часопис» та "Юридичний бюлетень", які включено до переліку фахових видань з юридичних наук. Є членом спеціалізованих вчених рад із захисту дисертацій на здобуття наукових ступенів. Результати наукових розробок впроваджені у законотворчу діяльність Верховної Ради України, освітній процес та практичну діяльність правоохоронних органів України.
Сертифікований науковий співробітник Центру дослідження Європейськиї реформ (Люксембург).
Є експертом Інституту післядипломної освіти та Академії ГУСПОЛ (Чехія).
Включений до переліку українських експертів Міністерства освіти і науки України для проведення наукових та науково-технічних експертиз. 
Проходив навчання та стажування у наукових установах та закладах освіти зарубіжних країн (Австрія, Велике Герцогство Люксембург, Німеччина, Чехія).
Має 12 Свідоцтв про реєстрацію авторського права на твори, а також понад 150 актів впровадження результатів наукових досліджень та навчально-методичних розробок у законотворчу діяльність, освітній процес, наукову діяльність ЗВО та практичну діяльність правоохоронних органів України. 
Інформація про науковця розміщена у виданнях «Науково-педагогічний розвиток та здобутки ОДУВС у персоналіях» (2022 р.) та «Поліцеїстика: наука і освіта в персоналіях» (2023 р.).
Наукові праці розміщено у бібліотеках наукових установ та закладів освіти зарубіжних країн, зокрема у Бібліотеці Конгресу США (2023 р.).

## Нагороди
Нагороджений державними нагородами та відзнаками МВС України, зокрема: «За безпеку народу»; «Кращий працівник МВС України»; «За доблесть і відвагу в службі карного розшуку» І та ІІ ступенів; «За відзнаку в службі» І та ІІ ступенів; «За сумлінну службу» І, ІІ та ІІІ ступені; «За заслуги в карному розшуку»; відзнако Фонду ветеранів військової розвідки — медаллю «За заслуги»; нагрудним знаком «Карний розшук. Гідність та честь»; почесним знаком Української секції Міжнародної поліцейської асоціації «За мужність та професіоналізм» ІІІ ступеня; відзнакою Одеської обласної організації профспілки атестованих працівників органів внутрішніх справ України — «Знак Пошани»; відзнакою ОДУВС «За сумлінність»; медаллю «За волонтерську діяльність» та іншими. 
Занесений на Дошку пошани МВС України, як кращий працівник. 